# Battle Arena Toshinden
Battle Arena Toshinden (バトルアリーナ闘神伝, Batoru Arīna Tōshinden) est jeu de combat développé par Tamsoft et édité par Takara et Sony Interactive Entertainment en 1995/1996 sur PlayStation, Sega Saturn, Game Boy et MS-DOS. Battle Arena Toshinden est l'un des premiers jeux de combat en 3D après Tekken et Virtua Fighter.
Le titre est d'abord publié en tant qu'exclusivité pour la PlayStation le 1er janvier 1995 au Japon, le 9 septembre 1995 en Amérique du Nord et le 29 septembre 1995 en Europe. Battle Arena Toshinden fait partie des jeux de lancement pour les versions américaine et européenne de la PlayStation. Il est ensuite porté sur Sega Saturn courant 1996 sous le titre de  Toh Shin Den S pour le Japon et Battle Arena Toshinden Remix pour l'Amérique du Nord et l'Europe. La version saturn comporte un personnage en plus, du nom de Cupido. 
La version MS-DOS est développée par Digital Dialect et éditée par Playmates Interactive pour le continent nord américain La version PC prend en charge les résolutions allant jusqu'à 640×480. Le jeu est également porté sur Game Boy en 1996, intitulé Nettou Toshinden' au Japon.

## Personnages
Battle Arena Toshinden comporte huit personnages plus deux boss secrets. Chaque portage se voit ajouter un personnage exclusif, la version Sega Saturn possède le personnage du nom de Cupido, Earthworm Jim est présent sur la version MS-DOS et Uranus pour la version Game Boy.
Jouables
- Eiji Shinjo
- Kayin Amoh
- Sofia
- Rungo Iron
- Fo Fai
- Mondo
- Duke B. Rambert
- Ellis

À débloquer
- Gaia
- Sho Shinjo
- Cupido (Saturn seulement)
- Uranus (Game Boy seulement)
- Earthworm Jim (PC seulement)

## Accueil
Le magazine Player One établit une note de 92%, mettant en avant le côté grand public du jeu et facilement accessible pour les joueurs . Le magazine Mega Force évalue la version Sega Saturn avec un taux de 86%, notant un jeu « un peu limité et d'une qualité technique en deçà des meilleurs jeux actuels sur Saturn. ». Le magazine britannique Computer and Video Games évalue le jeu avec une note de 76%, qualifiant le titre d'un « jeu de combat raisonnable qui a été éclipsé par le VF original. ». Le mensuel Sega Saturn Magazine accorde une note de 80%, précisant que Toshinden est un « jeu assez décent, n'a pas la vitesse et la profondeur de ses successeurs plus illustres. ».